# Francis Picabia
Francis-Marie Martinez Picabia (Paris, 22 de janeiro de 1879 - Paris, 30 de novembro de 1953) foi um pintor e poeta francês.

## Biografia
Estudou em sua cidade natal, Paris, na École des Beaux-Arts e na École des Arts Décoratifs. Recebeu uma forte influência do impressionismo e do fauvismo, em especial de la obra de Picasso e Sisley. De 1909 a 1911 esteve vinculado ao cubismo e foi membro do grupo "Puteaux", onde conheceu os irmãos Marcel Duchamp, Jacques Villon, Suzanne Duchamp e Raymond Duchamp-Villon. Em 1913 viajou aos Estados Unidos, onde entrou em contato com o fotógrafo Alfred Stieglitz e o grupo dadá estadunidense. Em Barcelona, publicou o primieiro número de sua revista dadaísta "391" (1916) contando com colaboradores como Apollinaire, Tristan Tzara, Man Ray e Arp. Após passar um período na Costa Azul com uma forte presença surrealista, regressa a Paris e cria com André Breton a revista "491". Ilustrou a obra Janela do Caos de Murilo Mendes, o livro compõe a    Coleção do Cem Bibliófilos do Brasil. Essa Coleção de 23 exemplares faz parte da Biblioteca Acervos Especiais da Universidade de Fortaleza - Unifor